# Microcreagris macropalpus
Espèce
Synonymes
- Microcreagris pygmaeum macropalpus Morikawa, 1955

Microcreagris macropalpus est une espèce de pseudoscorpions de la famille des Neobisiidae.

## Distribution
Cette espèce est endémique du Japon.

## Systématique et taxinomie
Cette espèce a été décrite comme sous-espèce de Microcreagris pygmaeum par Morikawa en 1955. Elle est élevée au rang d'espèce par Morikawa en 1960.

## Publication originale
- Morikawa, 1955 : Pseudoscorpions of forest soil in Shikoku. Memoirs of Ehime University, Sect. II, sér. B, vol. 2, p. 215-222.